# Адвокатска комора Републике Српске
Адвокатска комора Републике Српске је независна и самоуправна организација адвоката чија се канцеларија или адвокатско друштво налазе у Републици Српској. Сједиште је у Бањој Луци.

## Органи
Органи Адвокатске коморе Републике Српске су: Скупштина, предсједник, Извршни одбор, збор адвоката, Дисциплински суд, дисциплински тужилац, Комисија за контролу финансијског и материјалног пословања и сва друга тијела предвиђена Статутом.
Скупштина Адвокатске коморе је делегатска. Делегате бирају зборови адвоката Адвокатске коморе тако да се на сваких десет адвоката збора бира један делегат. Поред тога, Организација стручних сарадника за правне послове и адвокатских приправника бира по једног свог делегата у Скупштину.
Предсједник Адвокатске коморе представља и заступа Комору.
Извршни одбор је извршни орган Скупштине Адвокатске коморе. Има 11 чланова. Предсједник Адвокатске коморе и предсједници зборова адвоката су чланови Извршног одбора по функцији.
Збор адвоката је непосредни облик остваривања права и извршавања дужности адвоката и адвокатских приправника уписаних у Именик адвоката и Именик адвокатских приправника Адвокатске коморе. Збор адвоката чине сви адвокати чије канцеларије имају сједиште на територији збора. Скупштину збора адвоката чине сви његови чланови.

## Дјелатност
Адвокатска комора Републике Српске представља адвокате и адвокатске приправнике и извршава сљедеће послове:
- развија и унапређује адвокатску дјелатност,
- обезбјеђује професионалну самосталност адвоката,
- доноси одлуке у вези са стицањем права на бављење адвокатском дјелатношћу и дјелатношћу адвокатског приправника,
- покреће дисциплински поступак и утврђује дисциплинску одговорност за повреде правила професионалног понашања,
- штити права и интересе адвоката, заједничких адвокатских канцеларија, адвокатских друштава и адвокатских приправника,
- организује и обезбјеђује стручно усавршавање адвоката и надгледа обуку адвокатских приправника,
- сарађује са законодавном, судском и извршном влашћу у цијелој Босни и Херцеговини,
- посредује (медијација) између адвоката и њихових странака,
- сарађује са државним и међународним организацијама, институцијама и удружењима, и
- сарађује са Адвокатском комором Федерације Босне и Херцеговине, адвокатским коморама страних држава, регионалним и међународним адвокатским удружењима.